# جبل الخروب
جبل الخَرّوب جبل يقع بوسط غربي الجمهورية التونسية، شمال غربي مدينة بئر الحفي وجنوب شرقي مدينة القصرين. يبلغ ارتفاعه 609 م.